# Aumasaari (ö i Norra Savolax, Nordöstra Savolax)
Aumasaari är en ö i Finland. Den ligger i sjön Saarijärvi och i kommunen Kaavi i den ekonomiska regionen  Nordöstra Savolax ekonomiska region  och landskapet Norra Savolax, i den centrala delen av landet, 400 km nordost om huvudstaden Helsingfors. Öns area är 1,3 hektar och dess största längd är 170 meter i öst-västlig riktning.